# Eva Ódorová
Eva Ódorová (ur. 22 listopada 1979 roku w Komárnie) – słowacka tenisistka stołowa, uczestniczka igrzysk olimpijskich w Pekinie oraz Rio de Janeiro. 

## Igrzyska olimpijskie
Wzięła udział w rywalizacji indywidualnej podczas igrzysk w 2008 roku. Odpadła w drugiej rundzie po porażce z reprezentującą USA Jun Gao. Uczestniczyła także w rywalizacji w grze indywidualnej podczas igrzysk w 2016 roku. W pierwszej rundzie spotkała się z Amerykanką Jennifer Wu, z którą przegrała 1:4. 